# Салливан, Джон (генерал)
Джон Салливан (англ. John Sullivan; 17 февраля 1740 — 23 января 1795) — американский генерал ирландского происхождения, член Континентального конгресса, участник Войны за независимость США, дважды губернатор штата Нью-Гэмпшир. Известен как инициатор похода на ирокезов («Экспедиции Салливана»).

## Ранние годы
Салливан родился в Сомерсуэрте, в Нью-Гэмпшире, провинции Британской Америки. Он стал третьим сыном в семье ирландских переселенцев с полуострова Бэра (Beara) в ирландском графстве Корк. Его отец был школьным учителем, а один из его братьев, Джеймс Салливан, впоследствии стал губернатором Массачусетса. Другой его брат, Бенджамин, служил на британском флоте и умер ещё до начала американской войны за независимость. Его отец Джон Оуэн («Eoghan») О’Салливан был сыном Филипа О’Салливана из Бэр-оф-Эрдеа, из мелкого дворянского рода, и потомком клана О’Салливан Бэр, линии Эрдеа-Касл. Этот род был понижен в статусе до обычного крестьянского за католическое вероисповедание. После иммиграции в Массачусетс в 1723 году Джон-старший перешёл в протестантизм.
В 1760 году Салливан женился на Лидии Ремик Востер из Киттери; в их семье было шесть детей: Марджери (умерла в детстве), Лидия, Джон, Джеймс, Джордж (впоследствии депутат нью-джерсийской легислатуры) и вторая Марджери, которая тоже умерла в детстве.
C 1758 по 1760 год Салливан изучал право у юриста и будущего политика Самуэля Ливермора. В 1763 году он сам приступил к юридической практике в Бервике, а в 1764 году переехал в Дарем. В 1773 году к его фирме присоединился Александер Скеммел. Салливану удалось установить хорошие отношения с губернатором Нью-Гэмпшира, Джоном Уэнтвортом, который принял пост с 1767 года. В 1772 году губернатор присвоил Салливану звание майора ополчения. Однако по мере нарастания конфликта между колониями и Англией Салливан стал отдаляться от губернатора и сближаться с протестующими.
В 1774 году губернатор Уэнтворт распустил Ассамблею Нью-Гэмпшира, а Континентальный конгресс призвал поддержать протестующий Бостон; в ответ на это 21 июля 1774 года в Эксетере собрался 1-й провинциальный конгресс Нью-Гэмпшира, где Салливан стал делегатом от Дарема. Там он был избран вместе с Натаниелем Фолсомом делегатом на 1-й Континентальный конгресс от Нью-Гэмпшира.
19 октября 1774 года был издан королевский приказ, запрещающий продавать оружие в колонии, а губернаторам было приказано конфисковать запасы пороха у колонистов. Пол Ревир сообщил в Портсмут об этом распоряжении, и тогда 4 декабря портсмутское ополчение совершило набег на Форт Уильям и Мэри. Салливан не участвовал в первом набеге, но руководил вторым набегом 15 декабря. Ему удалось захватить 16 орудий, 60 мушкетов. Губернатор не решился преследовать и арестовать Салливана, поскольку чувствовал, что не может рассчитывать на поддержку в этом вопросе.
В январе 1775 года собрался 2-й провинциальный конгресс, на котором Салливан и Джон Лэнгдон были избраны депутатами на 2-й Континентальный конгресс. По предложению Салливана было составлено прошение губернатору о созыве Ассамблеи Нью-Гэмпшира, но губернатор отказал и уволил Салливана из ополчения. Салливан прибыл в Филадельфию, когда уже стало известно о столкновениях с англичанами у Лексингтона и Конкорда, и присоединился к тем, кто выступал за открытое вооружённое сопротивление.
15 июня 1775 года Конгресс постановил превратить массачусетских ополченцев, осаждающих Бостон, в Континентальную армию и учредил должность главнокомандующего. В те же дни были избраны четыре генерал-майора и восемь бригадных генералов, одним из которых стал Салливан.

## Память
В честь Джона Салливана назван созданный в 1827 году округ Салливан штата Нью-Гэмпшир.

### Статьи
- Thomas C. Amory. Memoir of General Sullivan (англ.) // The Pennsylvania Magazine of History and Biography. — University of Pennsylvania Press, 1878. — Vol. 2, iss. 2. — P. 196-210.